# The Crunch Bird
The Crunch Bird ist ein US-amerikanischer animierter Kurzfilm von Ted Petok aus dem Jahr 1971.

## Handlung
Eine Frau will ihrem Mann Murray ein Geburtstagsgeschenk kaufen. Da er weder sportlich veranlagt, noch ein begeisterter Leser ist, kauft sie ihm in einer Zoohandlung einen „Crunch Bird“ (dt. etwa „Zermalmvogel“). Der ist äußerst gefährlich und kann auf Kommando zum Beispiel Stühle kleinbeißen.
Als der Mann nach Hause kommt, ist er wenig begeistert: Den ganzen Tag hat er Rechnungen – vornehmlich die seiner Frau – begleichen müssen und sieht nun, dass seine Frau erneut Geld ausgegeben hat. Auf die Frage, was es für ein Vogel sei, entgegnet die Frau, dass es ein „Crunch Bird“ sei. Der Mann ruft „Crunch Bird?! My ass!“ (dt. übertragen: „Zermalmvogel? So ein Unsinn!“, wörtlich „Malmvogel? Mein Hintern!“), woraufhin der Vogel den Angriff auf ihn startet. Über die Credits sind die Kampfgeräusche des Vogels mit Murray zu hören.

## Produktion
Die Figuren werden von Len Maxwell gesprochen. Die Animation stammt von Joe Petrovich.

## Auszeichnungen
The Crunch Bird gewann 1972 den Oscar in der Kategorie „Bester animierter Kurzfilm“.